# World of Warships
World of Warships là trò chơi điện tử hành động với chủ đề hải chiến do nhà phát triển trò chơi quốc tế và nhà phát hành Wargaming sản xuất. Trò chơi có khía cạnh tương tự như World of Tanks và World of Warplanes, có nhiều loại tàu chiến thực hiện các vai trò khác nhau với đồng đội trong các trận đấu đa người chơi. Nó đã được phát hành vào ngày 17 tháng 9 năm 2015.

## Cách chơi
Trò chơi thuộc thể loại team play. Hai loại khí tài chính là pháo hàng hải và ngư lôi. Có bốn loại tàu chiến khác nhau với các tàu từ những năm đầu của thế kỷ XX đến những năm 1950 bao gồm: Khu trục hạm, tuần dương hạm, thiết giáp hạm, và hàng không mẫu hạm; những con tàu này trải qua mười tầng trong sơ đồ công nghệ của một số quốc gia. Các cây công nghệ cao, bao gồm: Hải quân Hoa Kỳ, Hải quân Đế quốc Nhật Bản,Hải quân Đức Quốc xã,Hải quân Hoàng gia Anh, Hải quân Liên Xô, Hải quân Quân Giải phóng Nhân dân Trung Quốc, Hải quân Pháp, Hải quân Ý, Hải quân các nước Châu Âu (Ba Lan, Thụy Điển,...) và Hải quân Hà Lan. Qua nghiên cứu từng con tàu từ mỗi tầng, người chơi có thể tiến bộ hơn thông qua các trận đánh trong trò chơi. Mỗi con tàu cụ thể đều có một số mô-đun được nghiên cứu thông qua kinh nghiệm. Kinh nghiệm đó được sử dụng để nghiên cứu mô-đun và khi một con tàu đã được nghiên cứu toàn bộ mô-đun, người chơi có thể tiếp tục nghiên cứu con tàu tiếp theo và con tàu đã được nghiên cứu toàn bộ mô-đun sẽ trở thành tàu "Elite". Ngoài ra còn có thêm một vài tính năng khác như Chỉ huy (Commanders) cho phép ngưới chơi truy cập vào một số kĩ năng theo từng phương diện bằng những điểm tích lũy giúp cho người chơi cải thiện khả năng của tàu. Tiền thưởng kinh tế (Economy bonus) là cơ chế sử dụng những bonus dùng một lần mỗi trận với mục đích tăng lượng tiền và lượng kinh nghiệm nhận được trong trận đó nhằm rút ngắn thời gian nghiên cứu tàu, thay thế cho việc sử dụng ngụy trang và cờ hiệu tăng hiệu quả kinh tế. Cờ hiệu (Signal flags) giúp cải thiện khả năng chiến đấu như tăng khả năng gây ra ngập lụt cho tàu địch, tăng khả năng cháy của đạn khi bắn vào địch, tăng sát thương mà AA (phòng không) gây ra,.v.v. hoặc làm tăng đáng kể khả năng sống sót của tàu như tăng lượng máu có thể hồi lại, giảm thời gian ngập lụt (flood) hoặc cháy (fire) tàu địch gây ra lên tàu mình, xóa hoàn toàn khả năng bị nổ hầm đạn (detonation, nếu như hầm đạn tàu bị bắn trúng, tàu sẽ nổ và ngay lập tức giết chết con tàu),.v.v.. Sơn ngụy trang (Camouflages) giúp tăng độ thẩm mĩ của tàu. Một loại yếu tố khác là vật phẩm (Consumables) như kiểm soát thiệt hại, máy bay do thám, tăng tốc,... Hệ thống nâng cấp cũng góp phần cải thiện đáng kể hiệu quả của tàu. Tàu ngầm từng xuất hiện trong sự kiện Halloween 2018, hiện đang được thử nghiệm rộng rãi và sẽ sớm ra mắt.
Người chơi được phân chia vào một đội ngẫu nhiên  và thường và chống lại các tàu cùng cấp hoặc cao hơn. Chế độ Co-op Battles là chiến đấu chống lại các tàu đối thủ được điều khiển bởi hệ thống máy tính, trong khi chế độ Random Battles (Trận đấu Ngẫu nhiên) là chiến đấu chống lại các tàu đối thủ được điều khiển bởi người chơi. Các trận đấu diễn ra trên một số bản đồ, mỗi bản đồ miêu tả một vị trí cụ thể với địa lý khác nhau. Tiêu chí để chiến thắng trong trận đấu được nêu lúc bắt đầu trò chơi, thường là yêu cầu chiếm các địa điểm trên bản đồ, hoặc tiêu diệt tất cả kẻ thù, người chơi trong hai mươi phút hoặc là sớm hơn nếu hoàn thành một trong các tiêu chí đó. Mỗi tàu có những điểm mạnh và điểm yếu khác nhau, và những khả năng chiến thắng trong một trận đấu được quyết định bởi sự làm việc hợp tác của người chơi, kĩ năng cá nhân và kiến thức mỗi người.
Tính năng Division giống như với tính năng Equivalent of Flights trong World of Warplanes và Trung đội trong World of Tanks, cho phép một nhóm ba người để tham gia vào các trận đấu cùng với nhau. Tính năng Clan War (Chiến tranh Bang hội) là một chế độ chơi cho phép thành viên của các hội (Clan) giao đấu với nhau để thu thập thêm một loại tài nguyên đặc biệt: thép (Steel) có thể dùng để mua tàu. Scenarios là chế độ chơi cho phép người chơi tham gia vào các chiến dịch được truyền cảm hứng bởi lịch sử bằng những loại tàu được quy định với tối đa 7 người chơi. Người chơi có thể tạo đội từ 4 đến 7 người hoặc tham gia với người chơi ngẫu nhiên trong các chiến dịch. Ngoài ra còn có một số chế độ đặc biệt như Space Battles, Rogue Waves,... theo từng sự kiện. Ngoài ra con có chế độ Rank nơi trình độ sẽ được xếp hạng theo đồng bạc và vàng, và cũng là nguồn kiếm thép thứ hai ngoài clan war đã được đề cập phía trên (dù không nhanh bằng)

## Lịch sử phát triển
Vào ngày 16 tháng 8 năm 2011, trang chủ của công ty Wargaming.net (nhà phát triển và xuất bản của World of Tanks và World of Warplanes), đã công bố World of Battleships (một trò chơi MMO hành động chủ đề về hải chiến, với ý định để hoàn thành bộ ba game nói về Chiến tranh thế giới thứ hai (là World of Warships, World of Tanks và World of Warplanes) được phát triển bởi công ty này. Vào ngày 2 tháng 8 năm 2012, trò chơi đã được đổi tên thành World of Warships. Vào năm 2013, trò chơi bước vào quá trình phát hành alpha.
Trong Tokyo Gameshow 2014, giám đốc điều hành Victor Kislyi đã công bố một sự hợp tác giữa giữa World of Warships và phim hoạt hình Arpeggio of Blue Steel. Sự hợp tác này liên quan đến việc cho phép người chơi mở khóa các tàu trong Hạm đội Sương mù từ phim hoạt hình và làm các nhiệm vụ đặc biệt liên quan đến họ. Một sự hợp tác khác với phim hoạt hình Haifuri đã được công bố vào tháng 9 năm 2016.
Phiên bản beta của World of Warships bắt đầu vào 12/3/2015, ngay sau khi cuộc thử nghiệm alpha kết thúc, với một cuộc thỏa thuận không được tiết lộ bao gồm việc các phiên bản alpha đang được nâng lên cùng lúc đó. Vào ngày 4/9/2015, các gói tàu "premium" đã được bán cho người chơi.
Bản thử nghiệm beta World of Warships đã được bắt đầu vào 2/7/2015, là bước cuối cùng trước khi trò chơi chính thức ra mắt. Trong cuộc phỏng vấn Famitsu với giám đốc toàn cầu Ivan Moroz, họ đã tiết lộ rằng, khi họ mở các cuộc thử nghiệm beta, khoảng 85% trò chơi đã hoàn tất và bọn họ đã có  kế hoạch giới thiệu các hiệu ứng thời tiết và các trận đánh ban đêm sau khi trò chơi chính thức được phát hành.
Vào 3/9/2015, Wargaming đã thông báo rằng game không còn là phiên bản beta nữa, mà đã trở thành trò chơi chính thức của Microsoft Windows vào 17/9/2015.
Trong số tất cả các máy chủ trò chơi, máy chủ Trung Quốc có số người chơi cao nhất, với lượng người chơi lên tới 120.000 người vào tháng 12/2015, những kế hoạch thực hiện máy chủ đa cụm cuối cùng là vì nó.

## Các lớp tàu trong game (Kí hiệu theo Hải quân Mĩ), phân loại trong game và cách chơi
Thiết giáp hạm (BB): có 2 loại chia ra theo lối chơi chính mỗi con:
+Sniper (bắn tỉa): Đúng như cái tên, chúng là những tay bắn tỉa trên chiến trường khi chúng thường đổi việc có lượng giáp tương đối và có nhiều điểm yếu chí mạng để có được một cái độ tản đạn (dispersion) thấp hơn nhiều và khẩu pháo to hơn so với những con còn lại. Nhiệm vụ chúng là kết liễu và cấu rỉa các mục tiêu ở tầm xa, cũng như làm tanker nếu như trường hợp bắt buộc phải như vậy
+Tanker: Với lượng giáp dày, trâu bò, khả năng cận chiến tốt hòng bù lại cho khẩu pháo không được tin cậy cho lắm. Chúng thường sử dụng để chiến đấu ở đầu tuyến cũng như mở đường cho một cuộc tiến công vào cứ điểm địch
Tàu khu trục (DD): Được chia ra làm 3 loại:
+DD gunboat (bắn súng): thường có tốc độ cao, cơ động tốt, nhiều máu hơn, dễ bị phát hiện hơn,thủy lôi ở mức trung bình kém nhưng lại có pháo có thời gian nạp lại từ nhanh (3s) tới rất nhanh (1.5s, kỉ lục hiện tại của Forrest Sherman). Đây là những con tàu sinh ra để săn những con tàu khu trục khác, đồng thời khiến địch phải lui xuống mỗi khi có ý định muốn đẩy lên cứ điểm
+DD torpedo (thả ngư lôi): thường có tốc độ trung bình, lượng máu khiêm tốn, khó bị phát hiện, cơ động kém nhưng lại có lượng thủy lôi và sát thương đủ để khiến bất cứ tàu nào lên bảng đếm số nếu không may đụng phải. Chúng thường cung cấp thông tin địch cho đồng minh, tranh chấp cứ điểm và quấy nhiễu đội hình địch hay còn gọi là "du kích"
+DD Hybrid (lai): dung hòa đầy đủ các yếu tố trên, pháo bắn nhanh, thủy lôi sát thương cao, khó bị phát hiện, lượng máu ổn, phục vụ cho mục đích chính của chúng là chiếm các cứ điểm và các vị trí quan trọng trên bản đồ
Tuần dương hạm: Chia thành 2 loại:
+Tuần dương hạm hạng nhẹ (CL): thường có giáp thuộc hàng "giấy", lượng máu với tốc độ khá khiêm tốn nhưng có một lượng pháo rất lớn và nạp rất nhanh, cộng thêm khả năng phòng không thuộc top đầu giúp chúng trở thành mối lo lớn nhất của tàu sân bay và tàu khu trục đối phương. 
+Tuần dương hạm hạng nặng (CA): giáp thường khá dày, phóng không ở mức tốt, lượng máu ở mức trung bình cao, không mang nhiều pháo nhưng bù lại là chất lượng khi mà chúng thường có cỡ nòng từ 200mm trở lên-đủ để tiêu diệt thiết giáp hạm ở tầm trung hoặc gần. Chúng là những "kẻ săn tuần dương" kiêm vị trí tanker trong một số trường hợp
Tàu sân bay (CV): Có khả năng mang theo máy bay cho các cuộc tấn công với bom và ngư lôi hoặc đánh chặn máy bay khác. Chủ yếu ở phòng tuyến dưới hoặc sau một vật cản to do dễ ăn đạn và máu yếu cùng độ cơ động như rùa bò, luôn là mục tiêu số 1 do tính quan trọng của chúng trong trận đấu. Một con tàu sân bay vào tay đúng người có thể lật ngược được cả trận đấu.
Tàu ngầm (SS): Mới xuất hiện trong năm 2019, có khả năng lặn xuống dưới mặt biển để tránh bị phát hiện. Có hỏa lực chính là ngư lôi truy đuổi sát thương thấp hoặc ngư lôi bắn thẳng sát thương cao. Nhưng lại cực yếu về pháo và giáp bảo vệ. Thường được chơi theo lối đánh "du kích" như khu trục thủy lôi hoặc hổ báo hơn bằng việc sử dụng ngư lôi sát thương cao tầm gần hòng áp sát và kết liễu kẻ địch

## Đón nhận
World of Warships có điểm số trên 81%.  IGN  đã đánh giá nó với số điểm 8,3 trên 10,  họ nói rằng các phần chiến đấu có vẻ tốt và đáp ứng được nhu cầu làm việc theo nhóm. GameSpot đánh giá nó với điểm số 8.0 trên 10, họ nói: "Những điều kì diệu đang chờ đợi cùng với những lời hứa hẹn mở khóa những con tàu đã làm cho World of Warships trở thành một game free-to-play hấp dẫn như là một đoàn thám hiểm đôi khi vào một cuộc hỗn loạn trên mặt nước." Escapist đã đánh giá với số điểm là 4 trên 5 và nói rằng: "Với những trận hải chiến căng thảng và hàng loạt các tàu trong lịch sử, World of Warships là một game MMO free-to-play mà bất cứ wargamer đều có thể tham gia." Vào năm 2015, World of Warships đã được đề cử giải British Academy Games Award Multiplayer, nhưng cuối cùng họ lại để mất cuộc đề cử Rocket League